# 沖縄県道22号線
沖縄県道22号線（おきなわけんどう22ごうせん）は沖縄県中頭郡北中城村字島袋と沖縄市高原とを結ぶ一般県道。

## 概要

### 区間
- 起点：中頭郡北中城村字島袋（沖縄県道85号沖縄環状線）
- 終点：沖縄市高原（国道329号）
- 総延長：3.54km（実延長も同じ）

### 通過自治体
- 中頭郡北中城村－沖縄市

### 交差する道路
- 沖縄県道85号沖縄環状線（起点）
- 国道329号（終点）
- 国道331号（終点・国道329号と重複）

## 歴史・特徴
- 1953年（昭和28年）に軍道22号線として指定。1972年（昭和47年）の本土復帰と同時に県道22号線となった。起点はライカム交差点だったが、県道沖縄環状線（県道85号）整備に伴い、起点部分が一部変更となった。当該区間のバイパス的な役割を果たす沖縄環状線は2012年（平成24年）4月26日に大半が開通し、残りはもともと県道22号だった区間を拡幅し、ライカム交差点を改良するかたちで2015年（平成27年）に開通した。